# Paul Joseph Schmitt
Paul Joseph Schmitt (* 31. März 1911 in Nieder-Jeutz, Reichsland Elsaß-Lothringen, Deutsches Kaiserreich; † 9. September 1987 in Metz) war Bischof von Metz. 

## Leben
Am 14. Juli 1935 wurde er zum Priester geweiht. Am 29. Mai 1958 ernannte ihn Papst Pius XII. zum Koadjutorbischof von Metz und gleichzeitig zum Titularbischof von Centenaria. Die Bischofsweihe erhielt er durch seinen Diözesanbischof Joseph-Jean Heintz am 13. November 1958. Mitkonsekratoren waren Jean-Marie Villot, Weihbischof in Paris, später Kardinalstaatssekretär in der römischen Kurie, und Léon Arthur Elchinger, Bischofskoadjutor von Straßburg. Bereits am 30. November 1958 trat er mit dem Tod Bischof Heintz' dessen Nachfolge als Bischof von Metz an.  
Als Konzilsvater nahm er an allen vier Sitzungsperioden des Zweiten Vatikanischen Konzils teil. 1982 bis 1983 war er Vizepräsident des Rats der europäischen Bischofskonferenzen „Consilium Conferentiarum Episcopalium Europae“ (C.C.E.E.)
1987 emeritierte er als Bischof von Metz und starb am 9. September 1987.